# スパークマン (パチンコ機)
『スパークマン』は、1991年10月にSANKYOが発売した、センター役物の中にスパークマンが配置されているパチンコ機のシリーズ名。
スパークマンIIIの1機種がある。

## 概要
貯留型の羽根モノタイプ。中央のスパークマンの手と羽根が連動しており、羽根が開くと同時に手も開閉する。通常時はサラリーマンのような姿にサングラスをかけ立っている状態だが、Vゾーンに入賞し大当たりした後は、スパークマンの体部分が反転し上に動くことにより空を飛んでいるように見える状態となる。同時にサングラスも上に動き変身が完了する。大当たり中は変身をしているが、各ラウンドの貯留解除後と最終の15ラウンド目には通常時と同じ状態に戻るのが特徴である。
役物内の下段ステージが山型になっている上、Vゾーンまでの間に1.5センチほどの距離があるため、通常時のV入賞率はそう高くない。
羽根に拾われた玉がVゾーンのある役物中央に進むためには、羽根と連動する手を乗り越える必要がある。大部分の玉は手を乗り越えられず、手の外側から役物奥へと転がりこむ。外側からの玉は、そのままVゾーンのサイドにあるハズレ穴へとほとんど吸い込まれてしまう。この場合、左の羽根に拾われた玉は右のハズレ穴へ、右羽根の場合は左ハズレ穴へ吸い込まれることが圧倒的に多い。V入賞となるのは、よほど勢いが弱いか、同時に2個以上の玉が拾われて、うまくはじきあった時くらいであった。V入賞の主なパターンは、羽根の上で飛び跳ねるか、羽根の閉まる直前に拾われた玉が、手を乗り越えて両腕の内側に入り込んだ場合である。
同年代の他機種と比較しても、賞球数を抑えているためかチャッカーへの入賞や役物内への拾いが優秀であったので遊びやすい機種であった。
兄弟機として、大同(現:ビスティ)から『スパークマン D』も同年に発売された。

## スペック
- スパークマンIII
  - 賞球数 ALL10
  - 大当たり最高継続 15R
  - 最大貯留 3個

## 演出
通常時の羽根開閉時間は、1チャッカーに入賞すると0.4秒、2チャッカーの場合は0.5秒×2回である。
大当たり後はスパークマンが変身し、ハズレ6カウントか羽根が16回開閉された後に貯留解除される。
Vゾーンに入賞し大当たりすると、スパークマンが空を飛ぶような形に役物が動き変身するので、変身前の足もとのスペースに最大3個まで玉を貯留することが可能になる。この貯留スペースは、通常時の「手の外側からの玉の通り道」にあたり、普段は、ただハズレ穴に直行するだけだった玉が、大当たり時は貯留玉として活躍するようになる。
3個まで貯留出来れば、解除後に玉が通路の内部で互いにぶつかりあってVゾーンに向かうので高確率で継続しやすいが、貯留が0~1個であった場合は、貯留玉を支えている突起が中央の盛り上がった形状になっており、左右に玉が振り分けられやすいので大当たりが終了してしまう可能性が高かった。
2個以上の貯留玉が確保されていれば継続率は高い。1個の場合は、パンクの危険性アリ。—『パチンコ必勝ガイド 1992年1月号』p61
大当たり中は貯留玉を3個まで貯める打ち方として、左羽根からのみ拾わせるよりは、ぶっ込み狙いで左右両方の羽根から玉を拾わせる方が有効であった。
本機同様に大当たり時に玉を3個まで貯留出来る機種として、同社から発売されたストライカー(1989年7月)やマスカレード(1994年2月)がある。